# 디태치먼트
《디태치먼트》(영어: Detachment)는 2011년 공개된 미국의 영화이다.

## 출연

### 주연
- 에이드리언 브로디
- 마샤 게이 하든
- 크리스티나 헨드릭스

### 조연
- 루시 리우
- 제임스 칸
- 사미 게일
- 블리드 대너
- 팀 블레이크 넬슨
- 윌리암 L. 피터슨
- 브라이언 크랜스톤
- 베티 케이
- 르네 펠리스 스미스
- 이시아 위트락 주니어
- 조쉬 파이스
- 더그 E. 더그
- 파트리시아 라에
- 루이스 조리치
- 케빈 T. 콜린스
- 크리스 파파바실리우
- 레이건 레너드
- 데이빗 호슨
- 로슬린 러프
- 루시언 메이셀
- 알렉스 보니엘로
- 실리아 오
- 로넨 루빈스타인
- 브레넌 브라운
- 아론 사우터

## 기타
- 미술: 제이드 힐리
- 세트: 메리 프레인
- 세트: 캔디스 카다시스
- 분장: 애슐리 폭스
- 배역: 제시카 켈리
- 배역: 베스 멜스키
- 배역: 수잔느 스미스